# Veneranda Arca di Sant'Antonio
La Veneranda Arca di Sant'Antonio di Padova (o più comunemente Arca del Santo) è l'Ente a cui è affidato il compito di provvedere alla conservazione e al miglioramento degli edifici monumentali della Basilica di Sant'Antonio da Padova e degli altri stabili (Convento con i suoi chiostri, la Biblioteca Antoniana, il Museo, l'Oratorio di S. Giorgio e la Scoletta del Santo).
La Presidenza è composta da 7 membri, tra cui il Rettore della Basilica di Sant'Antonio.
Peculiarità della Veneranda Arca è il godere di personalità giuridica canonica oltre che della personalità giuridica civile: il Consiglio di Stato (Cons. di Stato, I Sez., 22 marzo 1974 n. 462), infatti, differenziando tale Fabbriceria dalle altre Fabbricerie esistenti, aveva sottolineato la specialità di tale ente, al quale, in via eccezionale, era stata attribuita la personalità di diritto canonico e, successivamente, era stata concessa la personalità giuridica di diritto civile con Regio Decreto 23 giugno 1932, n. 868 .

## Storia
La data di nascita dell'ente è il 1396, quando Enrico d'Asti, ministro generale dell'ordine francescano ottenne dal comune di Padova la nomina di quattro amministratori (probi viri) degli immobili di proprietà del convento.
Nel 1405 l'Arca ricevette la Gastaldia di Anguillara Veneta da Francesco Novello da Carrara, come ringraziamento per la collaborazione in termini economici offerta durante la guerra contro i Veneziani, e ne mantenne la quasi esclusiva proprietà dei terreni per oltre cinque secoli, fino al 1973.
Nel 1479 una bolla del papa Sisto IV approvò lo statuto e l'amministrazione.
Nel 1655 sorse una lite tra la Veneranda ed il Comune di Padova che voleva arrogarsi tutti i diritti sulla Basilica del Santo. La Veneranda Arca ricorse al Doge di Venezia, che avocò a sé la questione, e da quell'epoca il Comune di Padova venne interpellato come consulto, ma le decisioni spettarono al doge, salvo la nomina dei Presidenti.
L'ente sopravvisse all'epoca delle soppressioni napoleonica e sabauda, perché non trattandosi di congregazione religiosa non poté essere sciolto. In seguito alla cessione della Basilica di Sant'Antonio alla Santa Sede, in occasione della Conciliazione del 1929 tra lo Stato e la Chiesa, il Vaticano e l'Italia hanno concordato che la Veneranda Arca continuasse a sussistere e ad operare con tutte le responsabilità che si addicono ad una fabbriceria.